# Schizomyia stachytarphetae
Schizomyia stachytarphetae är en tvåvingeart som beskrevs av Barnes 1932. Schizomyia stachytarphetae ingår i släktet Schizomyia och familjen gallmyggor. Inga underarter finns listade i Catalogue of Life.